# 최승희 (드라마)
《최승희》는 1995년 8월 15일부터 8월 16일까지 MBC에서 방영된 광복 50주년 기념 특집 드라마로, 월북으로 인해 폄하되고 있었던 천재 무용가 최승희의 생애를 재조명하였다.
한편, 최승희 역을 맡은 채시라는 최승희의 수제자인 무용가 김백봉과 합숙하면서 춤을 배워 무리없이 춤을 잘 소화해냈다. 오랫동안 금지된 영역이었던 월북 예술인을 정면으로 조명한 부분에서는 좋은 평가를 주지만, 일제강점기 하에서 체제와의 갈등과 저항, 그리고 타협 등을 제대로 담지 못해 역사적 왜곡을 줄 수도 있다는 평이다.

## 등장 인물
- 채시라(최승희)
- 박찬환(안막)
- 박영규(이시이 바쿠)
- 박상조
- 정규택
- 홍순창
- 김하림
- 문회원
- 김찬구
- 김명희
- 박소현
- 최선규
- 김순용